# August Kortheuer

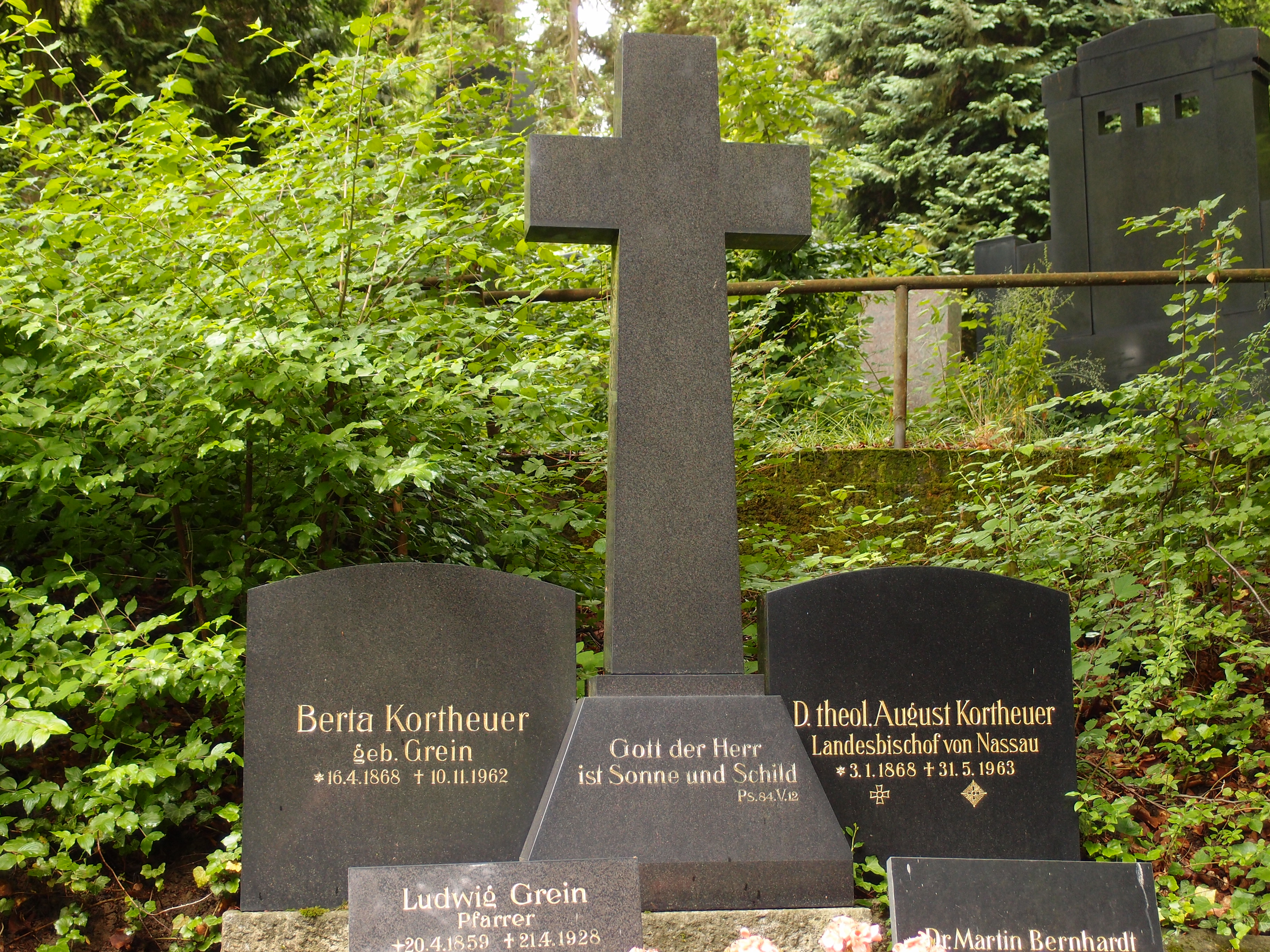
Grab von August Kortheuer auf dem Nordfriedhof in Wiesbaden

August Kortheuer (* 3. Januar 1868 in Wiesbaden; † 31. Mai 1963 in Königsfeld im Schwarzwald) war ein deutscher evangelischer Pfarrer.

## Werdegang
Nach dem Studium der Theologie in Greifswald, Halle und Marburg bekleidete Kortheuer verschiedene Seelsorgerstellen. 1911 wurde er Pfarrer in Wiesbaden, 1919 nebenamtlicher Konsistorialrat, 1920 Vorsitzender des Landesverbandes Nassau der Inneren Mission. Von 1925 bis 1933 war er Landesbischof der Evangelischen Landeskirche in Nassau. Weil er sich der Machtergreifung der Deutschen Christen in seiner Landeskirche und der Vereinigung mit den beiden anderen südhessischen Kirchen widersetzte, wurde er im September 1933 durch August Jäger aus dem Amt gedrängt und in den Ruhestand versetzt. Von 1945 bis 1947 war er wieder Vorsitzender der vorläufigen Kirchenleitung der Evangelischen Landeskirche Nassau-Hessen. 
Seine letzte Ruhestätte fand er auf dem Nordfriedhof in Wiesbaden.

## Ehrungen
- 1927: Ehrendoktorwürde der Philipps-Universität Marburg
- 1953: Großes Verdienstkreuz der Bundesrepublik Deutschland
- 1958: Großes Verdienstkreuz mit Stern der Bundesrepublik Deutschland